# Carla Shatz
Carla Jo Shatz (1947) é uma neurocientista estadunidense. É professora da Universidade Stanford.

## Vida
Shatz obteve em 1969 um bacharelado em química no Radcliffe College, assistindo não matriculada aulas de Rudolf Arnheim e do Nobel de Fisiologia ou Medicina George Wald. Shatz obteve um Ph.D. em neurobiologia com os Prêmios Nobel David Hubel e Torsten Wiesel na Universidade Harvard.

## Condecorações selecionadas
- 1992 membro da Academia Europeia de Ciência e Arte[1]
- 1992 membro da Academia de Artes e Ciências dos Estados Unidos[2]
- 1995 membro da Academia Nacional de Ciências dos Estados Unidos[3]
- 1996 fellow da Associação Americana para o Avanço da Ciência
- 1997 membro da American Philosophical Society[4]
- 2000 Prêmio Weizmann de Mulheres na Ciência[5]
- 2002 doutorado honorário da Escola Politécnica Federal de Lausana
- 2010 doutorado honorário do Laboratório Cold Spring Harbor
- 2011 Prêmio Ralph W. Gerard[6]
- 2011 membro estrangeiro da Royal Society[7]
- 2015 Prêmio Gruber de Neurociência[8]
- 2016 Prêmio Kavli
- 2016 Prémio de Visão António Champalimaud
- 2017 Prémio Harvey